# Shuji Tsurumi
Shuji Tsurumi (n. 29 ianuarie 1938, Taitō, Tōkyō, Japonia) este un gimnast artistic ce a reprezentat Japonia, medaliat olimpic. A participat la 2 ediții ale Jocurilor Olimpice (1960, 1964) în care a câștigat două medalii de aur, 3 medalii de argint și o medalie de bronz.